# Jurjevčani
 Jurjevčani  falu Horvátországban Zágráb megyében. Közigazgatásilag Jasztrebarszkához tartozik.

## Fekvése
Zágrábtól 27 km-re délnyugatra, községközpontjától 6 km-re északra a Plešivica-hegység déli lejtőin fekszik.

## Története
A falunak 1857-ben 194, 1910-ben 274 lakosa volt. Trianon előtt Zágráb vármegye Jaskai járásához tartozott. 2001-ben 108 lakosa volt. 

## Lakosság
| Lakosság változása | Lakosság változása | Lakosság változása | Lakosság változása | Lakosság változása | Lakosság változása | Lakosság változása | Lakosság változása | Lakosság változása | Lakosság változása | Lakosság változása | Lakosság változása | Lakosság változása | Lakosság változása | Lakosság változása |
| ------------------ | ------------------ | ------------------ | ------------------ | ------------------ | ------------------ | ------------------ | ------------------ | ------------------ | ------------------ | ------------------ | ------------------ | ------------------ | ------------------ | ------------------ |
| 1857               | 1869               | 1880               | 1890               | 1900               | 1910               | 1921               | 1931               | 1948               | 1953               | 1961               | 1971               | 1981               | 1991               | 2001               |
| 194                | 203                | 255                | 288                | 268                | 274                | 223                | 236                | 212                | 197                | 193                | 183                | 151                | 126                | 108                |

## Külső hivatkozások
Jasztrebaszka város hivatalos oldala